# Боровская Андреевка
Боровская Андреевка (укр. Борівська Андріївка) — село в Изюмском районе Харьковской области Украины. До 19 июля 2020 года входило в состав Боровского района.
Код КОАТУУ — 6321082502. Население по переписи 2001 г. составляет 173 (69/104 м/ж) человека.

## Географическое положение
Село Боровская Андреевка находится левом берегу реки Балка Лиманська.
Вокруг села несколько балок: Желобянский Яр, Лихобабчин Яр, Опанасенков Яр.

## История
- 1785 — дата первого упоминания о деревне. Это поселение возникло, как хутора в Лиманской балке, которые позднее объединились в единое село Боровская Андреевка[2]

## Экономика
- В селе есть молочно-товарная ферма.